# Lady A/Diskografie
Diese Diskografie ist eine Übersicht über die musikalischen Werke der US-amerikanischen Countryband Lady A (bis 2020: Lady Antebellum). Den Schallplattenauszeichnungen zufolge hat sie bisher mehr als 47 Millionen Tonträger verkauft, davon allein in ihrer Heimat über 42,5 Millionen. Ihre erfolgreichste Veröffentlichung ist die Single Need You Now mit über 13,9 Millionen verkauften Einheiten.

## Alben

### Studioalben
| Jahr | Titel              | Höchstplatzierung, Gesamtwochen, AuszeichnungChartplatzierungen (Jahr, Titel, Platzierungen, Wochen, Auszeichnungen, Anmerkungen) | Höchstplatzierung, Gesamtwochen, AuszeichnungChartplatzierungen (Jahr, Titel, Platzierungen, Wochen, Auszeichnungen, Anmerkungen) | Höchstplatzierung, Gesamtwochen, AuszeichnungChartplatzierungen (Jahr, Titel, Platzierungen, Wochen, Auszeichnungen, Anmerkungen) | Höchstplatzierung, Gesamtwochen, AuszeichnungChartplatzierungen (Jahr, Titel, Platzierungen, Wochen, Auszeichnungen, Anmerkungen) | Höchstplatzierung, Gesamtwochen, AuszeichnungChartplatzierungen (Jahr, Titel, Platzierungen, Wochen, Auszeichnungen, Anmerkungen) | Höchstplatzierung, Gesamtwochen, AuszeichnungChartplatzierungen (Jahr, Titel, Platzierungen, Wochen, Auszeichnungen, Anmerkungen) | Anmerkungen                                                    |
| Jahr | Titel              | DE | AT | CH | UK | US | Country | Anmerkungen                                                    |
| ---- | ------------------ | --- | --- | --- | --- | --- | --- | -------------------------------------------------------------- |
| 2008 | Lady Antebellum    | — | — | — | UK— SilberUK | US4 ×2Doppelplatin · (148 Wo.)US                                                                                                  | Country1 (146 Wo.)Country | Erstveröffentlichung: 15. April 2008 Verkäufe: + 2.140.000     |
| 2010 | Need You Now       | DE24 (6 Wo.)DE | AT10 (19 Wo.)AT | CH10 (56 Wo.)CH | UK8 Platin · (60 Wo.)UK | US1 ×4Vierfachplatin · (129 Wo.)US                                                                                                | Country1 (94 Wo.)Country | Erstveröffentlichung: 26. Januar 2010 Verkäufe: + 4.680.000    |
| 2011 | Own the Night      | DE52 (1 Wo.)DE | AT38 (3 Wo.)AT | CH8 (9 Wo.)CH | UK4 Gold · (23 Wo.)UK | US1 Platin · (69 Wo.)US | Country1 (78 Wo.)Country | Erstveröffentlichung: 13. September 2011 Verkäufe: + 1.285.000 |
| 2013 | Golden             | DE51 (1 Wo.)DE | AT33 (3 Wo.)AT | CH14 (5 Wo.)CH | UK7 Silber · (9 Wo.)UK | US1 Platin · (50 Wo.)US | Country1 (75 Wo.)Country | Erstveröffentlichung: 6. Mai 2013 Verkäufe: + 1.135.000        |
| 2014 | 747                | DE68 (1 Wo.)DE | — | CH24 (3 Wo.)CH | UK12 Silber · (6 Wo.)UK | US2 (33 Wo.)US | Country2 (51 Wo.)Country | Erstveröffentlichung: 30. September 2014 Verkäufe: + 107.500   |
| 2017 | Heart Break        | DE83 (1 Wo.)DE | — | CH18 (2 Wo.)CH | UK14 (3 Wo.)UK | US4 (13 Wo.)US | Country1 (15 Wo.)Country | Erstveröffentlichung: 9. Juni 2017                             |
| 2019 | Ocean              | — | — | CH24 (1 Wo.)CH | UK29 (1 Wo.)UK | US11 (12 Wo.)US | Country2 (23 Wo.)Country | Erstveröffentlichung: 15. November 2019                        |
| 2021 | What a Song Can Do | — | — | CH52 (1 Wo.)CH | — | US135 (1 Wo.)US | Country12 (1 Wo.)Country | Erstveröffentlichung: 22. Oktober 2021                         |

### Kompilationen
| Jahr | Titel                      | Höchstplatzierung, Gesamtwochen, AuszeichnungChartplatzierungen (Jahr, Titel, Platzierungen, Wochen, Auszeichnungen, Anmerkungen) | Höchstplatzierung, Gesamtwochen, AuszeichnungChartplatzierungen (Jahr, Titel, Platzierungen, Wochen, Auszeichnungen, Anmerkungen) | Höchstplatzierung, Gesamtwochen, AuszeichnungChartplatzierungen (Jahr, Titel, Platzierungen, Wochen, Auszeichnungen, Anmerkungen) | Höchstplatzierung, Gesamtwochen, AuszeichnungChartplatzierungen (Jahr, Titel, Platzierungen, Wochen, Auszeichnungen, Anmerkungen) | Höchstplatzierung, Gesamtwochen, AuszeichnungChartplatzierungen (Jahr, Titel, Platzierungen, Wochen, Auszeichnungen, Anmerkungen) | Höchstplatzierung, Gesamtwochen, AuszeichnungChartplatzierungen (Jahr, Titel, Platzierungen, Wochen, Auszeichnungen, Anmerkungen) | Anmerkungen                             |
| Jahr | Titel                      | DE | AT | CH | UK | US | Country | Anmerkungen                             |
| ---- | -------------------------- | --- | --- | --- | --- | --- | --- | --------------------------------------- |
| 2012 | Need You Now/Own the Night | — | — | — | UK80 (1 Wo.)UK | — | — | Erstveröffentlichung: 27. November 2012 |

### EPs
| Jahr | Titel                    | Höchstplatzierung, Gesamtwochen, AuszeichnungChartplatzierungen (Jahr, Titel, Platzierungen, Wochen, Auszeichnungen, Anmerkungen) | Höchstplatzierung, Gesamtwochen, AuszeichnungChartplatzierungen (Jahr, Titel, Platzierungen, Wochen, Auszeichnungen, Anmerkungen) | Höchstplatzierung, Gesamtwochen, AuszeichnungChartplatzierungen (Jahr, Titel, Platzierungen, Wochen, Auszeichnungen, Anmerkungen) | Höchstplatzierung, Gesamtwochen, AuszeichnungChartplatzierungen (Jahr, Titel, Platzierungen, Wochen, Auszeichnungen, Anmerkungen) | Höchstplatzierung, Gesamtwochen, AuszeichnungChartplatzierungen (Jahr, Titel, Platzierungen, Wochen, Auszeichnungen, Anmerkungen) | Höchstplatzierung, Gesamtwochen, AuszeichnungChartplatzierungen (Jahr, Titel, Platzierungen, Wochen, Auszeichnungen, Anmerkungen) | Anmerkungen                            |
| Jahr | Titel                    | DE | AT | CH | UK | US | Country | Anmerkungen                            |
| ---- | ------------------------ | --- | --- | --- | --- | --- | --- | -------------------------------------- |
| 2010 | iTunes Sessions          | — | — | — | — | US17 (2 Wo.)US | Country3 (6 Wo.)Country | Erstveröffentlichung: 17. August 2010  |
| 2010 | A Merry Little Christmas | — | — | — | — | US12 (22 Wo.)US | Country4 (14 Wo.)Country | Erstveröffentlichung: 12. Oktober 2010 |

### Weihnachtsalben
| Jahr | Titel                  | Höchstplatzierung, Gesamtwochen, AuszeichnungChartplatzierungen (Jahr, Titel, Platzierungen, Wochen, Auszeichnungen, Anmerkungen) | Höchstplatzierung, Gesamtwochen, AuszeichnungChartplatzierungen (Jahr, Titel, Platzierungen, Wochen, Auszeichnungen, Anmerkungen) | Höchstplatzierung, Gesamtwochen, AuszeichnungChartplatzierungen (Jahr, Titel, Platzierungen, Wochen, Auszeichnungen, Anmerkungen) | Höchstplatzierung, Gesamtwochen, AuszeichnungChartplatzierungen (Jahr, Titel, Platzierungen, Wochen, Auszeichnungen, Anmerkungen) | Höchstplatzierung, Gesamtwochen, AuszeichnungChartplatzierungen (Jahr, Titel, Platzierungen, Wochen, Auszeichnungen, Anmerkungen) | Höchstplatzierung, Gesamtwochen, AuszeichnungChartplatzierungen (Jahr, Titel, Platzierungen, Wochen, Auszeichnungen, Anmerkungen) | Anmerkungen                                                |
| Jahr | Titel                  | DE | AT | CH | UK | US | Country | Anmerkungen                                                |
| ---- | ---------------------- | --- | --- | --- | --- | --- | --- | ---------------------------------------------------------- |
| 2012 | On This Winter’s Night | — | — | — | UK56 (1 Wo.)UK | US8 Gold · (29 Wo.)US | Country2 (26 Wo.)Country | Erstveröffentlichung: 22. Oktober 2012 Verkäufe: + 580.000 |

## Singles

### Als Leadmusiker
| Jahr | Titel Album                                                     | Höchstplatzierung, Gesamtwochen, AuszeichnungChartplatzierungen (Jahr, Titel, Album, Platzierungen, Wochen, Auszeichnungen, Anmerkungen) | Höchstplatzierung, Gesamtwochen, AuszeichnungChartplatzierungen (Jahr, Titel, Album, Platzierungen, Wochen, Auszeichnungen, Anmerkungen) | Höchstplatzierung, Gesamtwochen, AuszeichnungChartplatzierungen (Jahr, Titel, Album, Platzierungen, Wochen, Auszeichnungen, Anmerkungen) | Höchstplatzierung, Gesamtwochen, AuszeichnungChartplatzierungen (Jahr, Titel, Album, Platzierungen, Wochen, Auszeichnungen, Anmerkungen) | Höchstplatzierung, Gesamtwochen, AuszeichnungChartplatzierungen (Jahr, Titel, Album, Platzierungen, Wochen, Auszeichnungen, Anmerkungen) | Höchstplatzierung, Gesamtwochen, AuszeichnungChartplatzierungen (Jahr, Titel, Album, Platzierungen, Wochen, Auszeichnungen, Anmerkungen) | Anmerkungen                                                         |
| Jahr | Titel Album                                                     | DE | AT | CH | UK | US | Country | Anmerkungen                                                         |
| --- | --------------------------------------------------------------- | --- | --- | --- | --- | --- | --- | ------------------------------------------------------------------- |
| 2007 | Love Don’t Live Here Lady Antebellum                            | — | — | — | — | US53 Gold · (18 Wo.)US | Country3 (37 Wo.)Country | Erstveröffentlichung: 2. Oktober 2007 Verkäufe: + 500.000           |
| 2008 | Lookin’ for a Good Time Lady Antebellum                         | — | — | — | — | US67 Gold · (15 Wo.)US | Country11 (31 Wo.)Country | Erstveröffentlichung: 9. Juni 2008 Verkäufe: + 500.000              |
| 2008 | I Was Here AT&T Team USA Soundtrack                             | — | — | — | — | — | Country54 (6 Wo.)Country | Erstveröffentlichung: 2008 Promo-Single                             |
| 2009 | I Run to You Lady Antebellum                                    | — | — | — | — | US27 ×2Doppelplatin · (21 Wo.)US | Country1 (30 Wo.)Country | Erstveröffentlichung: 26. Januar 2009 Verkäufe: + 2.000.000         |
| 2009 | Need You Now                                                    | DE32 Gold · (7 Wo.)DE | AT18 (21 Wo.)AT | CH11 Gold · (36 Wo.)CH | UK15 ×2Doppelplatin · (46 Wo.)UK | US2 ×2Diamant + Doppelplatin · (60 Wo.)US                                                                                                | Country1 (23 Wo.)Country | Erstveröffentlichung: 15. August 2009 Verkäufe: + 13.985.000        |
| 2009 | American Honey Need You Now                                     | — | — | — | — | US25 Platin · (20 Wo.)US | Country1 (22 Wo.)Country | Erstveröffentlichung: 26. Dezember 2009 Verkäufe: + 1.000.000       |
| 2010 | Love This Pain Need You Now                                     | — | — | — | — | US93 (1 Wo.)US | — | Erstveröffentlichung: 9. Januar 2010                                |
| 2010 | Ready to Love Again Need You Now                                | — | — | — | — | US72 (1 Wo.)US | — | Erstveröffentlichung: 16. Januar 2010                               |
| 2010 | Our Kind of Love Need You Now                                   | — | — | — | — | US51 (20 Wo.)US | Country1 (20 Wo.)Country | Erstveröffentlichung: 31. Mai 2010                                  |
| 2010 | Hello World Need You Now                                        | — | — | — | — | US58 (20 Wo.)US | Country6 (26 Wo.)Country | Erstveröffentlichung: 4. Oktober 2010                               |
| 2011 | Just a Kiss Own the Night                                       | — | — | — | UK78 (2 Wo.)UK | US7 Platin · (41 Wo.)US | Country1 (17 Wo.)Country | Erstveröffentlichung: 2. Mai 2011 Verkäufe: + 2.087.500             |
| 2011 | We Owned the Night Own the Night                                | — | — | — | — | US31 Gold · (20 Wo.)US | Country1 (20 Wo.)Country | Erstveröffentlichung: 15. August 2011 Verkäufe: + 500.000           |
| 2011 | Dancin’ Away with My Heart Own the Night                        | — | — | — | — | US46 Gold · (19 Wo.)US | Country2 (22 Wo.)Country | Erstveröffentlichung: 12. Dezember 2011 Verkäufe: + 500.000         |
| 2012 | Wanted You More Own the Night                                   | — | — | — | — | US34 (5 Wo.)US | Country20 (20 Wo.)Country | Erstveröffentlichung: 7. Mai 2012                                   |
| 2013 | Downtown Golden                                                 | — | — | — | — | US29 Platin · (20 Wo.)US | Country2 (23 Wo.)Country | Erstveröffentlichung: 28. Januar 2013 Verkäufe: + 1.000.000         |
| 2013 | Goodbye Town Golden                                             | — | — | — | — | US80 (11 Wo.)US | Country22 (19 Wo.)Country | Erstveröffentlichung: 13. Mai 2013                                  |
| 2013 | Compass Golden                                                  | — | — | — | — | US46 Gold · (20 Wo.)US | Country6 (26 Wo.)Country | Erstveröffentlichung: 14. Oktober 2013 Verkäufe: + 540.000          |
| 2014 | Golden                                                          | — | — | — | — | — | Country50 (1 Wo.)Country | Erstveröffentlichung: 1. April 2014 Promo-Single feat. Stevie Nicks |
| 2014 | Bartender 747                                                   | — | — | — | — | US31 Platin · (20 Wo.)US | Country4 (27 Wo.)Country | Erstveröffentlichung: 19. Mai 2014 Verkäufe: + 1.080.000            |
| 2014 | I Did With You The Best of Me (Soundtrack)                      | — | — | — | — | — | Country35 (2 Wo.)Country | Erstveröffentlichung: 8. September 2014                             |
| 2014 | Freestyle 747                                                   | — | — | — | — | — | Country24 (17 Wo.)Country | Erstveröffentlichung: 20. Oktober 2014 Verkäufe: + 41.000           |
| 2015 | Long Stretch of Love 747                                        | — | — | — | — | — | Country23 (18 Wo.)Country | Erstveröffentlichung: 6. Februar 2015 Verkäufe: + 59.000            |
| 2017 | You Look Good Heart Break                                       | — | — | — | — | US59 (20 Wo.)US | Country8 (32 Wo.)Country | Erstveröffentlichung: 19. Januar 2017                               |
| 2017 | Heart Break                                                     | — | — | — | — | — | Country22 (34 Wo.)Country | Erstveröffentlichung: 25. September 2017                            |
| 2019 | What If I Never Get Over You Ocean                              | — | — | — | — | US40 Platin · (21 Wo.)US | Country5 (38 Wo.)Country | Erstveröffentlichung: 17. Mai 2019 Verkäufe: + 1.080.000            |
| 2019 | Ocean                                                           | — | — | — | — | — | Country37 (1 Wo.)Country | Erstveröffentlichung: 7. Oktober 2019                               |
| 2020 | What I’m Leaving For Ocean                                      | — | — | — | — | — | Country39 (3 Wo.)Country | Erstveröffentlichung: 18. Februar 2020                              |
| 2020 | Champagne Night Ocean                                           | — | — | — | — | US33 Platin · (14 Wo.)US | Country7 (39 Wo.)Country | Erstveröffentlichung: 13. April 2020 Verkäufe: + 1.040.000          |
| 2021 | Like a Lady What a Song Can Do                                  | — | — | — | — | US85 (3 Wo.)US | Country20 (22 Wo.)Country | Erstveröffentlichung: 12. März 2021 Verkäufe: + 40.000              |
| Folgende Lieder erschienen nicht als Single, wurden aber durch das Album zum Download und Streaming bereitgestellt und konnten somit eine Platzierung erlangen: |                                                                 | | | | | | |                                                                     |
| |                                                                 | | | | | | |                                                                     |
| 2010 | Have Yourself a Merry Little Christmas A Merry Little Christmas | — | — | — | — | — | Country36 (5 Wo.)Country |                                                                     |
| 2010 | Let It Snow! Let It Snow! Let It Snow! A Merry Little Christmas | — | — | — | — | — | Country34 (4 Wo.)Country |                                                                     |
| 2010 | All I Want for Christmas Is You A Merry Little Christmas        | — | — | — | — | — | Country38 (4 Wo.)Country |                                                                     |
| 2011 | Blue Christmas A Merry Little Christmas                         | — | — | — | — | — | Country42 (2 Wo.)Country |                                                                     |
| 2011 | Silver Bells A Merry Little Christmas                           | — | — | — | — | — | Country47 (2 Wo.)Country |                                                                     |
| 2011 | On This Winter’s Night A Merry Little Christmas                 | — | — | — | — | — | Country59 (1 Wo.)Country |                                                                     |
| 2012 | A Holly Jolly Christmas On This Winter’s Night                  | — | — | — | — | — | Country35 (5 Wo.)Country |                                                                     |
| 2013 | All for Love Golden                                             | — | — | — | — | — | Country42 (1 Wo.)Country |                                                                     |
| 2015 | Where It All Begins The 21 Project                              | — | — | — | — | — | Country45 (3 Wo.)Country | mit Hunter Hayes                                                    |
| 2017 | Somebody Else’s Heart Heart Break                               | — | — | — | — | — | Country47 (1 Wo.)Country |                                                                     |

Weitere Singles
- 2008: Baby, It’s Cold Outside
- 2013: Celebrate Me Home
- 2015: Lie with Me
- 2019: Pictures

### Als Gastmusiker
| Jahr | Titel Album                              | Höchstplatzierung, Gesamtwochen, AuszeichnungChartplatzierungen (Jahr, Titel, Album, Platzierungen, Wochen, Auszeichnungen, Anmerkungen) | Höchstplatzierung, Gesamtwochen, AuszeichnungChartplatzierungen (Jahr, Titel, Album, Platzierungen, Wochen, Auszeichnungen, Anmerkungen) | Höchstplatzierung, Gesamtwochen, AuszeichnungChartplatzierungen (Jahr, Titel, Album, Platzierungen, Wochen, Auszeichnungen, Anmerkungen) | Höchstplatzierung, Gesamtwochen, AuszeichnungChartplatzierungen (Jahr, Titel, Album, Platzierungen, Wochen, Auszeichnungen, Anmerkungen) | Höchstplatzierung, Gesamtwochen, AuszeichnungChartplatzierungen (Jahr, Titel, Album, Platzierungen, Wochen, Auszeichnungen, Anmerkungen) | Höchstplatzierung, Gesamtwochen, AuszeichnungChartplatzierungen (Jahr, Titel, Album, Platzierungen, Wochen, Auszeichnungen, Anmerkungen) | Anmerkungen                                                          |
| Jahr | Titel Album                              | DE | AT | CH | UK | US | Country | Anmerkungen                                                          |
| ---- | ---------------------------------------- | --- | --- | --- | --- | --- | --- | -------------------------------------------------------------------- |
| 2013 | Wagon Wheel True Believers               | — | — | — | UK— PlatinUK | US15 Diamant + Platin · (26 Wo.)US | Country1 (41 Wo.)Country | Erstveröffentlichung: 7. Januar 2013 Begleitgesang bei Darius Rucker |
| 2020 | Who You Are To Me Chris Tomlin & Friends | — | — | — | — | — | Country30 (19 Wo.)Country | Erstveröffentlichung: 10. Juli 2020 Chris Tomlin feat. Lady A        |
| 2022 | Told You I Could Drink Cross Country     | — | — | — | — | — | Country28 (19 Wo.)Country | Erstveröffentlichung: 5. August 2022 Breland feat. Lady A            |

Weitere Gastbeiträge
- 2007: Never Alone (Jim Brickman feat. Lady Antebellum)
- 2011: Walkin’ After Midnight (Anna Wilson & Lady Antebellum)
- 2015: Something Better (Audien feat. Lady Antebellum, US: Gold)

## Videoalben und Musikvideos

### Videoalben
| Jahr | Titel                        | Höchstplatzierung, Gesamtwochen, AuszeichnungChartplatzierungen (Jahr, Titel, Platzierungen, Wochen, Auszeichnungen, Anmerkungen) | Höchstplatzierung, Gesamtwochen, AuszeichnungChartplatzierungen (Jahr, Titel, Platzierungen, Wochen, Auszeichnungen, Anmerkungen) | Höchstplatzierung, Gesamtwochen, AuszeichnungChartplatzierungen (Jahr, Titel, Platzierungen, Wochen, Auszeichnungen, Anmerkungen) | Höchstplatzierung, Gesamtwochen, AuszeichnungChartplatzierungen (Jahr, Titel, Platzierungen, Wochen, Auszeichnungen, Anmerkungen) | Höchstplatzierung, Gesamtwochen, AuszeichnungChartplatzierungen (Jahr, Titel, Platzierungen, Wochen, Auszeichnungen, Anmerkungen) | Anmerkungen                                                                    |
| Jahr | Titel                        | DE | AT | CH | UK | US | Anmerkungen                                                                    |
| ---- | ---------------------------- | --- | --- | --- | --- | --- | ------------------------------------------------------------------------------ |
| 2012 | Own the Night – World Tour   | DE*DE | AT10 (1 Wo.)AT | — | UK6 (4 Wo.)UK | US2 Gold · (52 Wo.)US | Erstveröffentlichung: 4. Dezember 2012 Verkäufe: + 50.000; * siehe Studioalbum |
| 2013 | Live: On This Winter’s Night | — | — | — | — | US10 (9 Wo.)US | Erstveröffentlichung: 12. November 2013                                        |
| 2015 | Wheels Up Tour               | — | — | — | UK19 (3 Wo.)UK | — | Erstveröffentlichung: 13. November 2015                                        |

### Musikvideos
| Jahr | Titel                                 |
| ---- | ------------------------------------- |
| 2007 | Never Alone                           |
| 2007 | Love Don’t Live Here (2 Versionen)    |
| 2008 | Lookin’ for a Good Time (2 Versionen) |
| 2008 | I Was Here                            |
| 2009 | I Run to You (2 Versionen)            |
| 2009 | Need You Now                          |
| 2010 | American Honey                        |
| 2010 | Stars Tonight                         |
| 2010 | Our Kind of Love                      |
| 2010 | Hello World                           |
| 2011 | Just a Kiss                           |
| 2011 | We Owned the Night                    |
| 2011 | Out of Goodbyes                       |
| 2012 | Dancin’ Away with My Heart            |
| 2012 | Perfect Day                           |
| 2012 | Wanted You More                       |
| 2012 | A Holly Jolly Christmas               |
| 2013 | Downtown                              |
| 2013 | Goodbye Town (2 Versionen)            |
| 2013 | Compass                               |
| 2014 | Bartender                             |
| 2014 | I Did with You                        |
| 2014 | Freestyle                             |
| 2015 | Long Stretch of Love                  |
| 2017 | You Look So Good                      |

## Boxsets
| Jahr | Titel                                                 | Höchstplatzierung, Gesamtwochen, AuszeichnungChartplatzierungen (Jahr, Titel, Platzierungen, Wochen, Auszeichnungen, Anmerkungen) | Höchstplatzierung, Gesamtwochen, AuszeichnungChartplatzierungen (Jahr, Titel, Platzierungen, Wochen, Auszeichnungen, Anmerkungen) | Höchstplatzierung, Gesamtwochen, AuszeichnungChartplatzierungen (Jahr, Titel, Platzierungen, Wochen, Auszeichnungen, Anmerkungen) | Höchstplatzierung, Gesamtwochen, AuszeichnungChartplatzierungen (Jahr, Titel, Platzierungen, Wochen, Auszeichnungen, Anmerkungen) | Höchstplatzierung, Gesamtwochen, AuszeichnungChartplatzierungen (Jahr, Titel, Platzierungen, Wochen, Auszeichnungen, Anmerkungen) | Höchstplatzierung, Gesamtwochen, AuszeichnungChartplatzierungen (Jahr, Titel, Platzierungen, Wochen, Auszeichnungen, Anmerkungen) | Anmerkungen                              |
| Jahr | Titel                                                 | DE | AT | CH | UK | US | Country | Anmerkungen                              |
| ---- | ----------------------------------------------------- | --- | --- | --- | --- | --- | --- | ---------------------------------------- |
| 2014 | Golden / Own the Night/Need You Now / Lady Antebellum | — | — | — | — | — | Country43 (1 Wo.)Country | Erstveröffentlichung: 30. September 2014 |

## Statistik

### Chartauswertung
Die folgende Aufstellung beinhaltet eine Übersicht über die Charterfolge von Lady A in den Album-, Single- und Musik-DVD-Charts. In Deutschland besteht die Besonderheit, dass Videoalben sich ebenfalls in den Albumcharts platzieren, in den weiteren Ländern stammen die Chartausgaben aus eigenständigen Musik-DVD-Charts.
|                     | DE    | AT    | CH    | UK    | US     | Country          |
| ------------------- | ----- | ----- | ----- | ----- | ------ | ---------------- |
| Nummer-eins-Alben   | DE—DE | AT—AT | CH—CH | UK—UK | US3US  | Country5Country  |
| Top-10-Alben        | DE—DE | AT1AT | CH2CH | UK3UK | US7US  | Country9Country  |
| Alben in den Charts | DE5DE | AT3AT | CH6CH | UK8UK | US11US | Country10Country |

|                       | DE    | AT    | CH    | UK    | US     | Country          |
| --------------------- | ----- | ----- | ----- | ----- | ------ | ---------------- |
| Nummer-eins-Singles   | DE—DE | AT—AT | CH—CH | UK—UK | US—US  | Country7Country  |
| Top-10-Singles        | DE—DE | AT—AT | CH—CH | UK—UK | US2US  | Country14Country |
| Singles in den Charts | DE1DE | AT1AT | CH1CH | UK2UK | US21US | Country37Country |

|                          | DE    | AT    | CH    | UK    | US    | Country         |
| ------------------------ | ----- | ----- | ----- | ----- | ----- | --------------- |
| Nummer-eins-Videoalben   | DE—DE | AT—AT | CH—CH | UK—UK | US—US | Country—Country |
| Top-10-Videoalben        | DE—DE | AT1AT | CH—CH | UK1UK | US2US | Country—Country |
| Videoalben in den Charts | DE—DE | AT1AT | CH—CH | UK2UK | US2US | Country—Country |

### Auszeichnungen für Musikverkäufe
| Goldene Schallplatte - Australien - 2014: für das Album Golden - Brasilien - 2024: für das Album Own the Night - Irland - 2010: für das Album Need You Now - Kanada - 2014: für die Single Compass - 2014: für das Album Golden - 2014: für das Album 747 - 2017: für die Single You Look Good - 2021: für die Single Champagne Night - 2022: für die Single Like a Lady - Neuseeland - 2013: für das Album Own the Night - 2015: für die Single Just a Kiss - 2022: für das Album 747 - Spanien - 2024: für die Single Need You Now Platin-Schallplatte - Australien - 2011: für das Album Need You Now - 2013: für das Album Own the Night - Brasilien - 2024: für das Album Need You Now - Dänemark - 2023: für die Single Need You Now - Kanada - 2010: für das Album Lady Antebellum - 2011: für das Album Own the Night - 2011: für die Single Just a Kiss - 2012: für das Album On This Winter’s Night - 2014: für die Single Bartender - 2020: für die Single What If I Never Get Over You - Neuseeland - 2011: für die Single Need You Now - 2011: für das Album Need You Now - Schweden - 2010: für die Single Need You Now | 3× Platin-Schallplatte - Australien - 2013: für die Single Need You Now - Kanada - 2011: für das Album Need You Now Diamantene Schallplatte - Brasilien - 2024: für die Single Need You Now |

Anmerkung: Auszeichnungen in Ländern aus den Charttabellen bzw. Chartboxen sind in ebendiesen zu finden.
| Land/RegionAuszeichnungen für Musikverkäufe (Land/Region, Auszeichnungen, Verkäufe, Quellen) | Silber     | Gold       | Platin       | Diamant     | Verkäufe   | Quellen                           |
| -------------------------------------------------------------------------------------------- | ---------- | ---------- | ------------ | ----------- | ---------- | --------------------------------- |
| Australien (ARIA)                                                                            | —          | Gold1      | 5× Platin5   | —           | 385.000    | aria.com.au                       |
| Brasilien (PMB)                                                                              | —          | Gold1      | Platin1      | Diamant1    | 310.000    | pro-musicabr.org.br               |
| Dänemark (IFPI)                                                                              | —          | —          | Platin1      | —           | 90.000     | ifpi.dk                           |
| Deutschland (BVMI)                                                                           | —          | Gold1      | —            | —           | 150.000    | musikindustrie.de                 |
| Irland (IRMA)                                                                                | —          | Gold1      | —            | —           | 7.500      | irishcharts.ie                    |
| Kanada (MC)                                                                                  | —          | 6× Gold6   | 12× Platin12 | —           | 1.200.000  | musiccanada.com                   |
| Neuseeland (RMNZ)                                                                            | —          | 3× Gold3   | 2× Platin2   | —           | 52.500     | aotearoamusiccharts.co.nz NZ2 NZ3 |
| Schweden (IFPI)                                                                              | —          | —          | Platin1      | —           | 40.000     | sverigetopplistan.se              |
| Schweiz (IFPI)                                                                               | —          | Gold1      | —            | —           | 15.000     | hitparade.ch                      |
| Spanien (Promusicae)                                                                         | —          | Gold1      | —            | —           | 30.000     | elportaldemusica.es               |
| Vereinigte Staaten (RIAA)                                                                    | —          | 8× Gold8   | 19× Platin19 | 2× Diamant2 | 42.550.000 | riaa.com                          |
| Vereinigtes Königreich (BPI)                                                                 | 2× Silber2 | 2× Gold2   | 4× Platin4   | —           | 2.580.000  | bpi.co.uk                         |
| Insgesamt                                                                                    | 2× Silber2 | 25× Gold25 | 45× Platin45 | 3× Diamant3 |            |                                   |